# Odontodactylus japonicus
Odontodactylus japonicus is een bidsprinkhaankreeftensoort uit de familie van de Odontodactylidae. De wetenschappelijke naam van de soort is voor het eerst geldig gepubliceerd in 1844 door de Haan.